# Alcalde de obras y bosques
El alcalde de obras y bosques era un juez togado que tenía jurisdicción privativa en lo civil y lo criminal dentro de los bosques y Sitios Reales. 
Conocía solamente en primera instancia, otorgando las apelaciones para la Junta de Obras y Bosques o consultando con ella sus sentencias. Después de extinguida la Junta por Real Cédula de 14 de noviembre de 1768, se sirvió este juzgado ordinario por comisión y estaba radicada en el que es y fuese Decano de la Sala de Alcaldes de Casa y Corte con las apelaciones al Consejo. 